# Alemanha nos Jogos Paralímpicos de Verão de 2004
Alemanha participou dos Jogos Paralímpicos de Verão de 2004, que foram realizados na cidade de Atenas, na Grécia, entre os dias 17 e 28 de setembro de 2004.
A delegação alemã, com 212 integrantes, conquista 78 medalhas (19 ouros, 28 pratas, 31 bronzes) e termina na oitava posição no quadro de medalhas.